# Нікулино (Куньїнський район)
Нікулино (рос. Никулино) — присілок в Куньїнському районі Псковської області Російської Федерації.
Населення становить 26 осіб. Входить до складу муніципального утворення Пухновська волость.

## Історія
Від 2015 року входить до складу муніципального утворення Пухновська волость.

## Населення
| 2001 | 2002 | 2010 |
| ---- | ---- | ---- |
| 36   | →36  | ↘26  |